# Josef Ptáček (fotograf)
Josef Ptáček (* 23. února 1946 Počátky) je český fotograf, vysokoškolský pedagog a cestovatel.

## Život
Josef Ptáček se narodil 23. února 1946 v Počátkách. Dětství prožil ve Studené u Jindřichova Hradce. Vystudoval Střední zemědělskou technickou školu a Pedagogickou fakultu v Českých Budějovicích. Krátce učil ve Vodňanech. Během pobytu v Českých Budějovicích navštěvoval přednášky o fotografii a fotografování, byl členem českobudějovické fotografické skupiny FOTOS a plzeňské fotografické skupiny F5. V roce 1970 byl přijat na Filmovou fakultu Akademie múzických umění v Praze, obor fotografie. Ve své (ztracené) diplomové práci se věnoval divadelní fotografii. Ta se také stala jeho celoživotním fotografickým tématem. Od roku 1975 je fotografem na volné noze.

### Divadelní fotografie
V letech 1976 až 1979 byl externím pedagogem na katedře loutkářství DAMU. V letech 2002–2009 učil na FAMU na katedře fotografie, vedl seminář divadelní fotografie. V tomto oboru byla jeho ideou myšlenka, že divadelní fotografie má zachycovat vztahy, neboť ty jsou v divadle zásadní a fotografie má obsahovat emoce, poselství, změny. Jako pedagog působil na Hradecké fotografické konzervatoři, kterou v roce 2001 pomohl obnovit. Kariéru divadelního fotografa zahájil v šedesátých letech v Českých Budějovicích v Malém divadle. Zde se také potkal s loutkou jako divadelním fenoménem v režiích Josefa Krofty, Jiřího Středy a ve scénickém zpracování Jaroslavy Žátkové. Loutkové divadlo fotografoval zejména po invazi sovětských vojsk po roce 1968 jak v Malém divadle, tak v dalších loutkových scénách. V Naivním divadle v Liberci skvěle zdokumentoval inscenaci Máj, která díky výpravě Pavla Kalfuse s využitím zrcadel nebyla vůbec jednoduchá k nasnímání. Ptáčkovy fotografie inscenací má ve svém archivu Malé divadlo v Českých Budějovicích (dnes Jihočeské divadlo), Divadlo Drak v Hradci Králové, Divadlo dětí Alfa v Plzni, Naivní divadlo Liberec, Divadlo bratří Formanů, Divadlo Spejbla a Hurvínka v Praze, Divadlo Minor. Snažil se postihnout nově vznikající pohled na loutkové divadlo se stále větším využíváním živých herců přímo na jevišti společně s loutkami. Dokladem tohoto trendu jsou i jeho fotografie z inscenace Kainarovy Zlatovlásky v roce 1977, kdy v režii Jana Kačera účinkoval v loutkovém Malém divadle herec František Husák jako živá postava v komunikaci s loutkami.

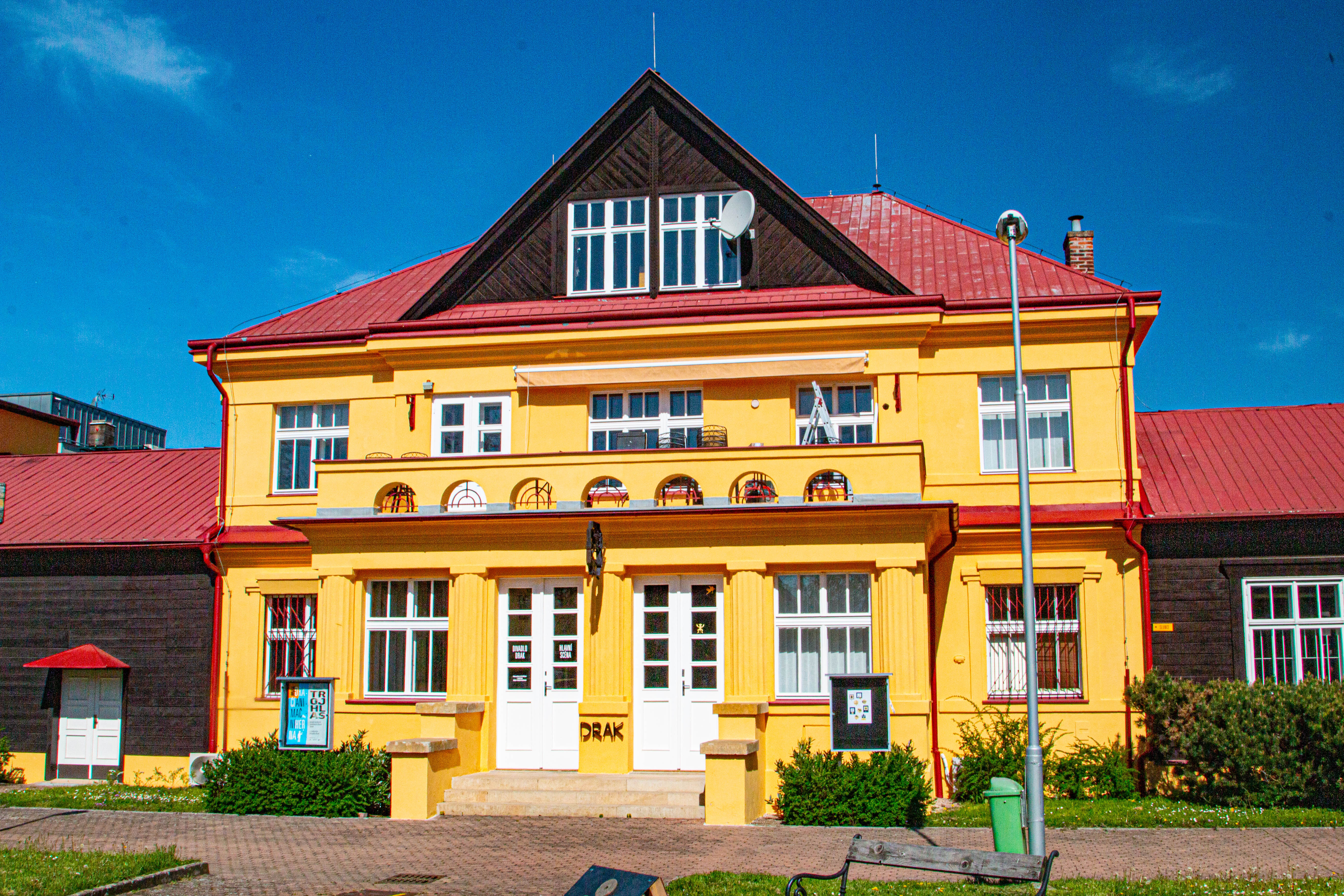
Divadlo Drak

Třicet let svého fotografického času působil v divadle Drak v Hradci Králové, kde vznikla celá řada pozoruhodných divadelních inscenací, zvláště v režii Josefa Krofty, s loutkami a scénografií Petra Matáska a Františka Vítka. Ptáčkovy fotografie pak o těchto inscenacích pozoruhodně vypovídají.
Mimo loutkových divadel fotografoval v Činoherním klubu, v Divadle Na zábradlí, Klicperově divadle v Hradci Králové, v Divadle v Dlouhé, ve Studiu Ypsilon, v Divadle na provázku, ve Východočeském divadle Pardubice.

### Krajina, lidé, památky
Nesnímal pouze lidi a akce v divadlech, ale i v místech kde často pobýval (České Budějovice, Studená, Praha), nebo která jednou či vícekrát navštívil doma i v zahraničí. Mezi první patřily fotografické cesty do Londýna (1968) a na Oravu (1973). V roce 1987 poprvé navštívil Tibet a další cesty do Tibetu, Nepálu, Indie a Číny následovaly. Navštívil Severní i Jižní Ameriku, Austrálii, Nový Zéland a Jižní Afriku. Po listopadu 1989 cestoval s kamarádem, fotografem Josefem Hníkem, nebo sám či se skupinami, a procestoval tak šest světadílů.
S velkou vášní fotografoval na pěti stovkách míst zámecké parky a se stejným entuziasmem židovské hřbitovy, které se ukázaly být velkým tématem. Spoluzaložil skupinu Signum, jejíž členové, Radek Bajgar, Pavel Jasanský, Jaroslav Kučera, Dana Kyndrová a Jan Vaniš úspěšně prezentovali téma židovských hřbitovů na výstavách doma i v zahraničí. Prvním společným projektem z let 1990–91 byl soubor Židovské hřbitovy v Čechách a na Moravě, který postihoval stav těchto hřbitovů po 40 letech totality. Projekt byl vystaven takřka po celém světě.
Na jeho fotografiích se objevovali lidé, krajina, kulturní, přírodní i historické památky. Od roku 1990 je členem Asociace fotografů ČR.
Žije v Praze a ve Studené. Jeho fotografie jsou uloženy v Divadelním ústavu v Praze, ve zlatém fondu Národního muzea fotografie v Jindřichově Hradci, v Uměleckoprůmyslovém muzeu v Praze, v archivech divadel, muzeí, v soukromých sbírkách a v osobní sbírce autora. Jeho oblíbeným fotoaparátem byl NIKON F.

### Ocenění
- 1989 – Novi Sad: Trienále divadelní fotografie – zlatá a stříbrná medaile[4]

### Publikace
- PLÁNSKÁ, Božena.… a z tebe v nás budoucnost přechází…1. vyd. České Budějovice: Růže, 1975. 120 s.
- SLÁMA, Milan, PTÁČEK, Josef. Muzeum v Jindřichově Hradci: 1882–1982. Jindřichův Hradec: Okresní muzeum, 1982. [16] s.
- GRYM, Pavel, ed. Spejblův magazín: stati, vzpomínky, dokumenty – Divadlo Spejbla a Hurvínka. Praha: Divadlo Spejbla a Hurvínka, 1986. 94 s.
- PALEČKOVÁ, Libuše et al. Jakou barvu má domov: česká a slovenská krajina očima fotografů v proměnách století. 1.vydání. Praha: Mladá fronta, 1988. 160 stran.
- GRYM, Pavel, PTÁČEK, Josef. Pohádky pro Hurvínka: příběh jako ze sna.1.vyd. [S.l.]: Bakalář, 1991. 104 s.
- PTÁČEK, Josef. Jaroslav Kučera: inženýr a fotograf. Brno: Dům umění města Brna, 1992. 1 sv.
- DVOŘÁK, Jan. Josef Krofta: Babylónská věž / La Tour de Babel / The Tower of Babel. Praha. Nakladatelství Pražská scéna, 1993. 54 s.
- KOLMAŠ, Josef, PTÁČEK, Josef. Svět tibetského buddhismu.1. vyd. Praha: Slovart, 1996. 141 s. ISBN 80-85871-88-2.
- HORA-HOŘEJŠ, Petr. Toulky zámeckými parky Čech a Moravy =: Rambling in castle parks of Bohemia and Moravia = Spaziergänge durch Schloßgärten in Böhmen und Mähren. Překlad Matylda NAJDEKOVÁ, překlad Ken BIGGS.1.vyd.V Praze: Knihcentrum, 1997. 143 s.
- BLAŽKOVÁ, Milena, PTÁČEK, Josef. Setkání s Čínou. Příchovice: Buk, 1997. 195 s. ISBN 80-901-848-3-9
- 1989 očima fotografů preludium, německý exodus, pád Berlínské zdi, Sametová revoluce = preludium, German exodus, Berlin wall collapse, Velvet revolution. Praha: Czech Photo, 1999. fot. ISBN 978-80-254-5383-4.
- PTÁČEK, Josef, HOMOLOVÁ, Marie. Praha: (procházka staletími).V Praze: Knihcentrum,1999. 157 s. Planeta; sv. 2. ISBN 80-86054-66-7
- Nadace Český fond umění. Praha: Nadace Český fond umění ,2002. [14] l. ISBN 80-238-8662-2.
- PTÁČEK, Josef. Země krásná. Praha: Knižní klub, 2009. 334 s. ISBN 978-80-242-2602-6.
- KLÍMA, Miloslav a kol. Divadelní osmdesátky a Studio Beseda.1.vyd.V Praze: Pražská scéna ve spolupráci s Výzkumným pracovištěm katedry alternativního a loutkového divadla Divadelní fakulty AMU, 2014. 314 s.ISBN 978-80-86102-87-0.
- PTÁČEK, Josef, ed. Zápisky z Tibetu. Překlad Olga LOMOVÁ. Praha: Verzone, 2015. 364 s.
- PUKLUS, Petr, PTÁČEK, Josef. Petr Puklus 09.03.–30.04. 2017 – Handbook to the stars. Praha: Ateliér Josefa Sudka, 2017. 10 nečíslovaných stran.
- BOLF, Josef. Zisky 2018/19 GVUO: Josef Bolf: planeta, která neexistovala = the impossible planet. V Ostravě: Galerie výtvarného umění v Ostravě,[2020]. 13 stran. ISBN  978-80-874-05-57-4

### Výstavy autorské
- 1986 – Parky – Český Krumlov
- 1992 – Parky a zahrady – České Budějovice
- 1993 – Parky – Kladno ( včetně autorského katalogu)
- 1995 – Parky – Bořanovice
- 1995 – Praha – Izrael – Divadlo pod Palmovkou 2001 – Berlin – Das Tschechische Zentrum
- 1998 – Divnej rok – Kladno
- 2004 – Země krásná – Kladno
- 2008 – Neúplnej romantismus odvážnosti, aneb podstata léčky – Kladno

### Výstavy kolektivní – výběr
- 1970 – Cykly a seriály – Brno
- 1971 – Československá fotografie 1968/1970 – Moravská galerie Brno
- 1977 – Soudobá výtvarná fotografie – Praha
- 1979 – Užité umění mladých – Praha
- 1984 – Česká výtvarná fotografie – Praha
- 1985 a 1987 – Fotografie absolventů FAMU – Brno, Praha
- 1989 – Co je fotografie/What is Photography: 150 let fotografie – Rudná
- 1992 – Svět tibetského budhizmu
- 1992 – What's New: Prague – The Art Institute of Chicago (Illinois)
- 1997, 1998. 1999, 2000 – Intersalon – Asociace jihočeských výtvarníků České Budějovice
- 2004 – Krajina jako odraz fotografovy duše – Praha
- 2014 – Věci kolem nás – Praha

### Výstavy se skupinou Signum – Židovské hřbitovy v Čechách a na Moravě
- 1990 – Praha (Fotochema)
- 1991 – Brno (Dům umění)
- 1992 – Paříž (Židovské muzeum)
- 1992 – Cheb (Staronová galerie)
- 1993 – Freiburg (státní galerie Marienbad), Plzeň, Praha
- 1994 – Mnichov (Galerie Alfreda Kubina), Regensburg, Frankfurt/M., Berlin, Torino, Jerusalem
- 1995 – Drážďany, Lipsko
- 2001 – Berlín, Norrköping, Stockholm
- 2002 – Prostějov